# Шатири
Шатири (груз. შათირი) — село в Грузии, на территории Ланчхутского муниципалитета края (мхаре) Гурия.

## География
Село находится в западной части Грузии, к северу от реки Супсы, на расстоянии приблизительно 6 километров (по прямой) к югу от города Ланчхути, административного центра муниципалитета. Абсолютная высота — 175 метров над уровнем моря.

## Население
По результатам официальной переписи населения 2014 года, в Шатири проживало 152 человека (70 мужчин и 82 женщины). В национальной структуре населения грузины составляли 98,7 %, русские — 0,65 %, украинцы — 0,65 %.
| Год  | Население, человек |
| ---- | ------------------ |
| 2002 | 196                |
| 2014 | ↘ 152              |